# Andreas Tölzer
Andreas Tölzer (Bonn, 27 de janeiro de 1980) é um ex-judoca alemão da categoria acima de 100 quilos.
Nos Jogos Olímpicos de 2012 conquistou a medalha de bronze ao vencer o bielorrusso Ihar Makarau.